# 세계 해양의 날

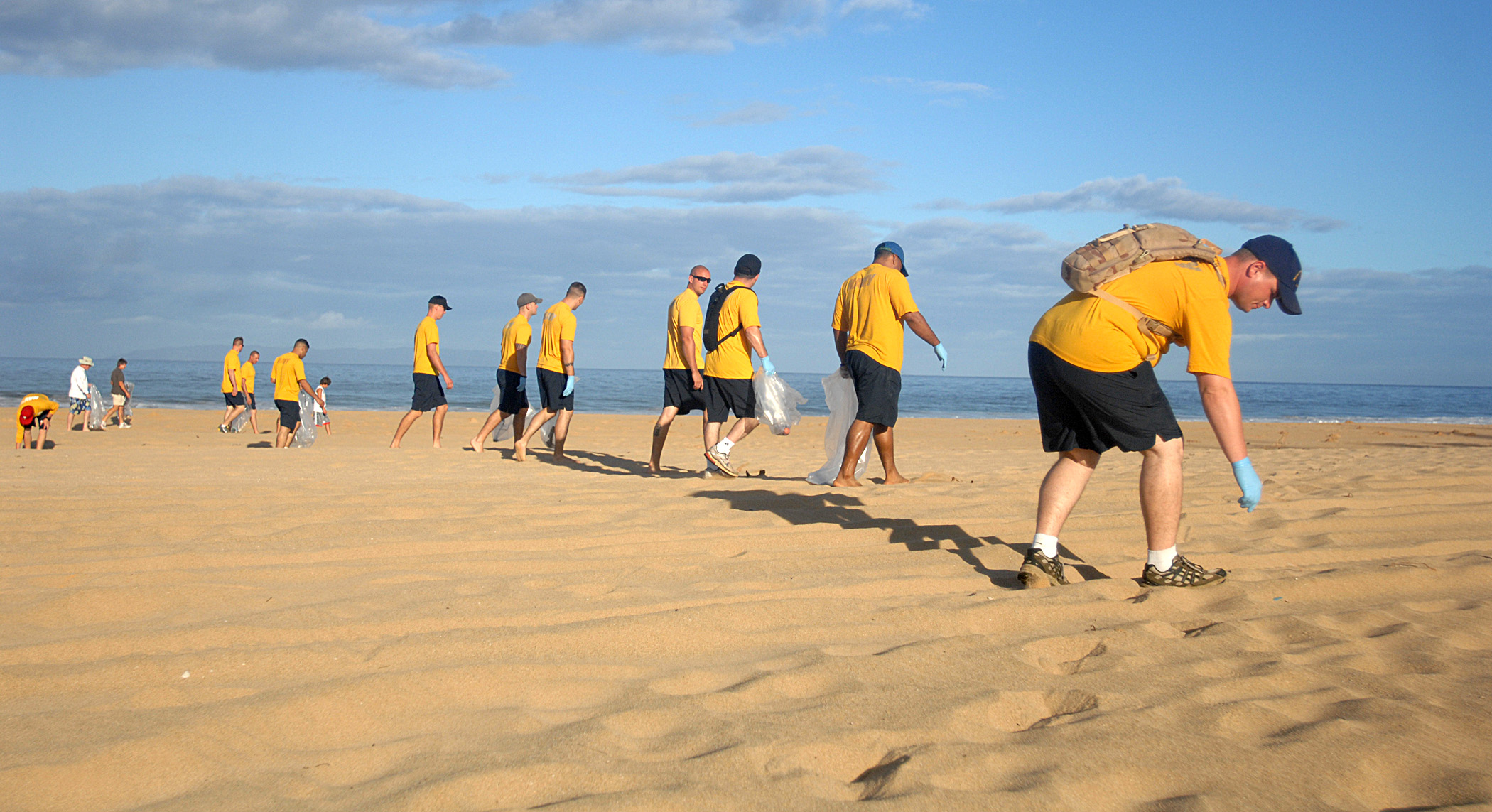

세계 해양의 날(World Oceans Day)은 1992년 캐나다가 브라질 리우데자네이루에서 실행한 리우 회의에서 제안한 기념일로, 매년 6월 8일에 해당한다. 유엔에서 2008년 공식적으로 채택하여 세계 기념일이 되었다.

## 목적
세계 해양의 날은 1992년 브라질 리우데자이네루에서 열린 지구 서밋에서 캐나다 정부가 제안했으며, 지구 표면의 70%를 덮고 있는 바다의 소중함을 일깨우기 위해 2008년 12월 5일 유엔총회에서 2009년부터 6월 8일을 세계 해양의 날로 지정했다.

## 테마
- 2011/2: Youth: the Next Wave for Change
- 2010: Oceans of Life / Pick your favorite * Protect your favorite
- 2009: One Climate, One Ocean, One Future
- 2012: Youth: the Next Wave for Change
- 2011: Our oceans: greening our future
- 2010: Our oceans: opportunities and challenges
- 2009: Our Oceans, Our Responsibility

## 같이 보기
- 해양 오염
- 남획
- 플라스틱 오염